# Passaufördraget
Passaufördraget var ett stilleståndsfördrag som slöts i staden Passau 1552 i östra Bayern (Tyskland), nära gränsen till Österrike. Detta stilleståndsfördrag, genom vilket fientligheterna i schmalkaldiska kriget upphörde, innebar att den habsburgske kejsaren tvingades ge protestanter samma politiska rättigheter som katoliker, men att inga katolska prelater som konverterade till protestantismen skulle få behålla sina besittningar. Passaufördraget bekräftades tre år senare i samband med religionsfreden i Augsburg 1555.